# Кікі Бертенс
Кікі Бертенс (нід. Kiki Bertens; 10 грудня 1991) — нідерландська тенісистка.
Бертенс відома тим, що виграла турнір WTA Гран-прі принцеси Лалли Мер'єм 2012, що проходив у Фесі, Марокко, не маючи перед цим турніром жодної перемоги в будь-якому матчі турнірів WTA. У фіналі вона здолала Лауру Поус Тіо 7-5, 6-0.
Надалі вона зуміла кваліфікуватися на Відкритий чемпіонат Франції з тенісу 2012, де поступилася Крістіні Макгейл у першому колі, і кваліфікувалася на Вімблдонський турнір 2012, де перемогла в першому раунді Люціє Шафарову, але програла в другому колі Ярославі Шведовій.
Свою наступну перемогу в турнірі WTA-туру Кікі здобула на Nuremberg Cup 2016 року.

## Виступи в тірнірах Великого шлема

### Одиночний розряд
| Рік             | 2009 | 2010 | 2011 | 2012 | 2013 | 2014 | 2015 | 2016 | 2017 | 2018 | 2019 | 2020 | Усп    | В–П   |
| --------------- | ---- | ---- | ---- | ---- | ---- | ---- | ---- | ---- | ---- | ---- | ---- | ---- | ------ | ----- |
| Australian Open | A    | A    | A    | К2   | 1к   | 1к   | 2к   | 1к   | 1к   | 3к   | 2к   | 4к   | 0 / 8  | 7–8   |
| French Open     | A    | A    | К1   | 1к   | 1к   | 4к   | 1к   | ПФ   | 2к   | 3к   | 2к   |      | 0 / 8  | 12–8  |
| Wimbledon       | A    | A    | A    | 2к   | 1к   | К1   | 1к   | 3к   | 1к   | ЧФ   | 3к   |      | 0 / 7  | 9–7   |
| US Open         | A    | A    | К1   | 2к   | 1к   | 1к   | 2к   | 1к   | 1к   | 3к   | 3к   |      | 0 / 8  | 6–8   |
| Ви–Пр           | 0–0  | 0–0  | 0–0  | 2–3  | 0–4  | 3–3  | 2–4  | 7–4  | 1–4  | 10–4 | 6-4  | 3-1  | 0 / 31 | 34–31 |

#### Пари
| Tournament      | 2012 | 2013 | 2014 | 2015 | 2016 | 2017 | 2018 | 2019 | Усп    | В–П   |
| --------------- | ---- | ---- | ---- | ---- | ---- | ---- | ---- | ---- | ------ | ----- |
| Australian Open | A    | 1к   | 1к   | ЧФ   | 1к   | 2к   | 1к   | A    | 0 / 6  | 4–6   |
| French Open     | 1к   | 1к   | A    | 1к   | ЧФ   | 3к   | 3к   | A    | 0 / 6  | 7–6   |
| Wimbledon       | A    | A    | A    | 1к   | 2к   | 1к   | 3к   | A    | 0 / 4  | 3–4   |
| US Open         | 1к   | 2к   | 1к   | 3к   | 2к   | 3к   | 2к   | A    | 0 / 7  | 7–7   |
| Ви–Пр           | 0–2  | 1–3  | 0–2  | 5–4  | 5–4  | 5–4  | 5–4  | 0–0  | 0 / 23 | 21–23 |

## Значні фінали

### Фінали чемпіонатів WTA

#### Парний розряд: 1
| Результат | Рік  | Турнір                  | Поверхня    | Партнерка      | Супротивниці                  | Рахунок          |
| --------- | ---- | ----------------------- | ----------- | -------------- | ----------------------------- | ---------------- |
| Поразка   | 2017 | Чемпіонат WTA, Сингапур | Хард (зала) | Юганна Ларссон | Тімеа Бабош Андреа Главачкова | 6–4, 4–6, [5–10] |

### Прем'єрні обов'язкові та Прем'єр 5

#### Одиночний розряд: 3 (2 титули)
| Результат | Рік  | Турнір                   | Поверхня | Супротивниця  | Рахунок            |
| --------- | ---- | ------------------------ | -------- | ------------- | ------------------ |
| Поразка   | 2018 | Мастерс Мадрид , Іспанія | Ґрунт    | Петра Квітова | 6–7(6–8), 6–4, 3–6 |
| Перемога  | 2018 | Cincinnati Open, США     | Хард     | Симона Халеп  | 2–6, 7–6(8–6), 6–2 |
| Перемога  | 2019 | Madrid Open              | Ґрунт    | Симона Халеп  | 6–4, 6–4           |

## Фінали турнірів WTA

### Одиночний розряд: 15 (10 титулів)
| Результат | В-П  | Дата           | Турнір                                                | Категорія                 | Поверхня      | Супротивниця          | Рахунок            |
| --------- | ---- | -------------- | ----------------------------------------------------- | ------------------------- | ------------- | --------------------- | ------------------ |
| Перемога  | 1.   | 28 квітня 2012 | Гран-прі принцеси Лалли Мер'єм, Фес, Марокко          | Міжнародний               | Ґрунт         | Лаура Поус Тіо        | 7–5, 6–0           |
| Перемога  | 2.   | 21 травня 2016 | Nürnberger Versicherungscup, Нюрнберг, Німеччина      | Міжнародний               | Ґрунт         | Маріана Дуке Маріньйо | 6–2, 6–2           |
| Поразка   | 1.   | 17 липня 2016  | Ladies Championship Gstaad, Гштад, Швейцарія          | Міжнародний               | Ґрунт         | Вікторія Голубич      | 6–4, 3–6, 4–6      |
| Перемога  | 3.   | 27 травня 2017 | Nürnberger Versicherungscup, Нюрнберг, Німеччина      | Міжнародний               | Ґрунт         | Барбора Крейчикова    | 6–2, 6–1           |
| Перемога  | 4.   | 23 липня 2017  | Ladies Championship Gstaad, Гштад, Швейцарія          | Міжнародний               | Ґрунт         | Анетт Контавейт       | 6–4, 3–6, 6–1      |
| Перемога  | 5–1  | Кві 2018       | Charleston Open, США                                  | Прем'єрний                | Ґрунт         | Юлія Ґерґес           | 6–2, 6–1           |
| Поразка   | 5–2  | Тра 2018       | Мастерс Мадрид                                        | Прем'єрний обов'язковий   | Ґрунт         | Петра Квітова         | 6–7(6–8), 6–4, 3–6 |
| Перемога  | 6–2  | Сер 2018       | Cincinnati Open, США                                  | Прем'єрний з чільних 5-ти | Хард          | Симона Халеп          | 2-6, 7-6(8-6), 6-2 |
| Перемога  | 7–2  | Вер 2018       | Korea Open, Південна Корея                            | Міжнародний               | Хард          | Айла Томлянович       | 7–6(7–2), 4–6, 6–2 |
| Перемога  | 8–2  | Лют 2019       | St. Petersburg Ladies' Trophy, Росія                  | Прем'єрний                | Хард (в залі) | Донна Векич           | 7–6(7–2), 6–4      |
| Перемога  | 9–2  | Тра 2019       | Madrid Open, Іспанія                                  | Прем'єрний обов'язковий   | Ґрунт         | Сімона Халеп          | 6–4, 6–4           |
| Поразка   | 9–3  | Чер 2019       | Rosmalen Championships, Нідерланди                    | Міжнародний               | Трава         | Алісон Ріск           | 6–0, 6–7(3–7), 5–7 |
| Поразка   | 9–4  | Лип 2019       | Palermo International, Італія                         | Міжнародний               | Ґрунт         | Джил Тайхманн         | 6–7(3–7), 2–6      |
| Поразка   | 9–5  | Жов 2019       | WTA Elite Trophy, Чжухай, КНР                         | Еліт                      | Хард (в залі) | Аріна Соболенко       | 4–6, 2–6           |
| Перемога  | 10–5 | Лют 2020       | St. Petersburg Ladies' Trophy, Санкт-Петербург, Росія | Прем'єрний                | Хард (в залі) | Олена Рибакіна        | 6–1, 6–3           |

### Парний розряд: 16 (10 титулів)
| Результат | В-П  | Дата            | Турнір                                                         | Поверхня    | Партнерка        | Супротивниці                                   | Рахунок               |
| --------- | ---- | --------------- | -------------------------------------------------------------- | ----------- | ---------------- | ---------------------------------------------- | --------------------- |
| Перемога  | 1.   | 17 січня 2015   | Moorilla Hobart International, Гобарт, Австралія               | Хард        | Юганна Ларссон   | Віталія Дяченко Моніка Нікулеску               | 7–5, 6–3              |
| Перемога  | 2.   | 19 липня 2015   | Swedish Open, Бостад, Швеція                                   | Ґрунт       | Юганна Ларссон   | Татьяна Марія Ольга Савчук                     | 7–5, 6–4              |
| Поразка   | 1.   | 27 вересня 2015 | Hansol Korea Open Tennis Championships, Сеул, Південна Корея   | Хард        | Юганна Ларссон   | Лара Арруабаррена Андрея Клепач                | 6–2, 3–6, [6–10]      |
| Поразка   | 2.   | 27 лютого 2016  | Abierto Mexicano TELCEL, Акапулько, Мексика                    | Хард        | Юганна Ларссон   | Анабель Медіна Ґарріґес Арантча Парра Сантонха | 0–6, 4–6              |
| Перемога  | 3.   | 21 травня 2016  | Nuremberg Cup, Нюрнберг, Німеччина                             | Ґрунт       | Юганна Ларссон   | Аояма Сюко Рената Ворачова                     | 6–3, 6–4              |
| Перемога  | 4.   | 16 жовтня 2016  | Linz Open, Лінц, Австрія                                       | Хард        | Юганна Ларссон   | Анна-Лена Гренефельд Квета Пешке               | 4–6, 6–2, [10–7]      |
| Перемога  | 5.   | 22 жовтня 2016  | BGL Luxembourg Open, Люксембург                                | Хард (i)    | Юганна Ларссон   | Моніка Нікулеску Патріція Марія Ціг            | 4–6, 7–5, [11–9]      |
| Перемога  | 6.   | 7 січня 2017    | ASB Classic, Окленд, Нова Зеландія                             | Хард        | Юганна Ларссон   | Демі Схюрс Рената Ворачова                     | 6–2, 6–2              |
| Поразка   | 3.   | 17 червня 2017  | Rosmalen Grass Court Championships, Гертогенбос, Нідерланди    | Трава       | Демі Схюрс       | Домініка Цібулкова Кірстен Фліпкенс            | 6-4, 4–6, [6-10]      |
| Перемога  | 7.   | 23 липня 2017   | Ladies Championship Gstaad, Гштад, Швейцарія                   | Ґрунт       | Юганна Ларссон   | Вікторія Голубич Ніна Стоянович                | 7–6(7–4), 4–6, [10–7] |
| Перемога  | 8–3  | Вер 2017        | Korea Open, South Korea                                        | Хард        | Юханна Ларссон   | Луксіка Кумхум Пеангтарн Пліпуеч               | 6–4, 6–1              |
| Перемога  | 9–3  | Жов 2017        | Linz Open, Австрія                                             | Хард (зала) | Юханна Ларссон   | Натела Дзаламідзе Ксенія Кнолль                | 3–6, 6–3, [10–4]      |
| Поразка   | 9–4  | Жов 2017        | Чемпіонат WTA, Сингапур                                        | Хард (зала) | Юханна Ларссон   | Тімеа Бабош Андреа Главачкова                  | 6–4, 4–6, [5–10]      |
| Перемога  | 10–4 | Січ 2018        | Brisbane International, Австралія                              | Хард        | Демі Схюрс       | Андрея Клепач Марія Хосе Мартінес Санчес       | 7–5, 6–2              |
| Поразка   | 10–5 | Чер 2018        | Rosmalen Grass Court Championships, 'с-Гертогенбош, Нідерланди | Трава       | Кірстен Фліпкенс | Елісе Мертенс Демі Схюрс                       | 3-3, припинили        |
| Поразка   | 10–6 | Січ 2020        | Brisbane International, Брисбен, Австралія                     | Хард        | Ешлі Барті       | Сє Шувей Барбора Стрицова                      | 6–3, 6–7(7–9), [8–10] |